# Kapelluddens fyr
Kapelluddens fyr är en heidenstamfyr på Kapelludden i Bredsättra socken i Borgholms kommun på östra Öland. Fyren är statligt byggnadsminne sedan den 14 december 1978.
Till hjälp för sjöfarande, som passerade mellan Gotland och Öland, ansåg lotsdirektören att en fyr borde uppföras på Ölands östra sida, närmare bestämt på Kapelludden. Namnet härrör från en närbelägen kapellruin, vilken tjänade som ett gott känningsmärke för sjöfarande under dagtid. Förslaget godkändes av Kungl. Maj:t år 1871. 
Fyren tillverkades vid Helsingborgs mekaniska verkstad och transporterades i delar till Kapelludden där den monterades. Fasad- och detaljritningar utfördes av A.T. Gellerstedt. Därefter uppfördes ett öppet pelartorn av järn, omkring 32 meter högt, ritat av Gustav von Heidenstam med en andra ordningens linsapparat och tillhörande lanternin. 
Dessutom byggdes ett bostadshus av stående spontad plan med röd locklistpanel och vita knutar, ett uthus, en källare av putsad sten och ett dass. Bostadshuset tillverkades av snickerifabriken Bark & Warburg i Göteborg. I projekteringen ingick även en brunn. Fyrplatsen anlades åren 1871-1872.
År 1887 byttes rovoljelampan ut mot en fotogenlampa och 1908 installerades luxljus. Fyren elektrifierades 1942 och fick då en lampa på 1 000 watt.